# Herpes oftalmico
Con il termine herpes oftalmico ci si riferisce al coinvolgimento oftalmico in corso di una infezione da virus varicella-zoster (VZV), herpes simplex virus (HSV), citomegalovirus (CMV).
Il virus varicella-zoster (VZV) è all'origine di 2 sindromi distinte.
L'infezione primaria prende il nome di varicella, una malattia infettiva, epidemica, febbrile e solitamente benigna.
Alla risoluzione della infezione primaria da varicella (varicella), le particelle virali rimangono nel ganglio trigeminale o in altro ganglio sensoriale e restano latenti per anni o decenni.
A seguito del normale processo di invecchiamento, di malattie immunosoppressive, nuovi eventi stressanti o particolari trattamenti medici, la risposta immunitaria del soggetto, virus-specifica e cellulo mediata, può diminuire.
Questa condizione permette una riattivazione del VZV latente e risulta, talora, in una eruzione cutanea localizzata in un unico dermatomero, chiamata herpes zoster (HZ). L'HZ fu descritto originariamente da Ippocrate, e di questa affezione troviamo descrizioni ad opera anche di Plinio il Vecchio, ma la sua relazione con VZV non è stato chiarita fino ai tempi recenti e grazie a moderni saggi immunoistochimici.
I pazienti con herpes zoster che interessa la prima divisione del nervo trigemino (cioè il ramo naso-ciliare) presentano un processo patologico chiamato herpes zoster oftalmico (HZO).
L'herpes zoster oftalmico è, dopo lo zoster toracico, il tipo più frequente e rappresenta il 10-25% di tutti i casi di herpes zoster.
Le sequele di HZO possono essere particolarmente gravi e includono l'infiammazione oculare cronica, la perdita della vista e il dolore cronico debilitante.

## Fisiopatologia
Dopo l'infezione primaria il virus varicella-zoster penetra nei gangli spinali, dove rimane latente per anni e decenni.
Probabilmente la penetrazione del virus nelle strutture nervose può derivare da diffusione per contiguità del virus varicella dalla cute alle terminazioni nervose sensoriali e quindi ai gangli. In alternativa, i gangli potrebbero infettarsi per via ematica durante la fase di viremia. In condizioni predisponenti il virus può riattivarsi dal ganglio trigeminale e viaggiare lungo il nervo naso-ciliare corrispondente alla prima divisione (oftalmica) del nervo trigemino. I rami del nervo nasociliare innervano la superficie del globo oculare e la cute periorbitaria fino alla punta del naso. Durante questo tragitto lungo le terminazioni nervose il virus può provocare l'infiammazione perineurale e intraneurale. L'infiammazione può determinare lesioni oculari e delle strutture circostanti.
Mentre la comparsa del rash cutaneo da zoster coincide con una proliferazione di cellule T VZV-specifiche, la produzione di interferone-alfa si associa alla risoluzione della sintomatologia.
Nei pazienti immunocompetenti, durante la riattivazione dell'infezione, le immunoglobuline G, M e A appaiono rapidamente e raggiungono elevate concentrazioni. Questi paziente hanno anche una risposta cellulo-mediata contro VZV di più lunga durata e migliore.

## Epidemiologia
L'infezione da VZV è estremamente diffusa. Circa il 90% della popolazione negli USA si infetta nel corso dell'adolescenza, e all'età di 60 anni la quasi totalità dei soggetti ha avuto un contatto e infezione sostenuta dal virus.
L'incidenza e la gravità dell'herpes zoster aumentano con l'avanzare dell'età.
Più della metà di tutte le persone in cui si sviluppa l'herpes zoster hanno più di 60 anni.
L'herpes zoster oftalmico (HZO) rappresenta circa il 10-20% dei casi di zoster.
Circa la metà di questi soggetti sviluppa delle complicazioni.
Il rischio di complicanze oftalmiche in pazienti con zoster non sembra correlare con l'età, il sesso, o la gravità del rash.
Il rischio di sviluppare lo zoster aumenta con il decrescere della immunità cellulo mediata, processo quest'ultimo associato al normale invecchiamento.
L'incidenza dell'herpes zoster comincia a salire fortemente nella sesta decade di vita.
Tra gli individui di più di 75 anni di età il tasso di incidenza supera i 10 casi per 1000 individui/anno.
I soggetti che presentano una inibizione della risposta immunitaria cellulo mediata hanno un maggiore rischio di sviluppo dello zoster e delle sue complicanze.
I soggetti affetti da AIDS presentano un rischio relativo di zoster di circa 15 volte maggiore rispetto a soggetti immunocompetenti e in essi le alterazioni visive, spesso correlate a uno zoster oftalmico, sono una fonte importante di morbilità.

### Sesso predominante
L'herpes zoster oftalmico non presenta un sesso predominante.
In letteratura è comunque riportato uno studio effettuato negli USA su 9152 pazienti che mostra un tasso di infezione da herpes zoster per 1 000 individui/anno più elevato tra le femmine (3,8) rispetto ai maschi (2,6), statisticamente significativo (P<.0001).

### Età predominante
L'incidenza di zoster e il tasso delle complicazioni a esso associate aumenta con l'età. I 2/3 dei casi si verificano nei soggetti di età superiore ai 50 anni.

### Fattori razziali
L'incidenza dello zoster nei bianchi caucasici appare quasi doppia rispetto agli individui afroamericani.

## Eziologia
Il virus varicella zoster (VZV), che in modo più corretto viene definito human herpesvirus 3, è un membro della famiglia Herpesviridae ed è l'agente eziologico della varicella, che ne rappresenta l'infezione primaria, e dell'herpes zoster, la riattivazione della infezione.
I fattori di rischio noti per l'infezione da VZV sono:
- Il declinare della immunità cellulo-mediata.
- L'immunosoppressione, in particolare associata a trapianto di midollo osseo[18][19][20] e ad infezione da HIV e AIDS.[21][22][23][24][25][26][27]
- La terapia farmacologica con effetti immunosoppressivi.[28][29][30]
- Lo stress psicologico.[31][32]
- L'infezione primaria in utero o nella prima infanzia.[33][34][35]

## Clinica
La fase iniziale o prodromica dell'herpes zoster oftalmico è assai aspecifica e si distingue assai poco da una comune sindrome di tipo influenzale. Include segni e sintomi generali, quali stanchezza, affaticabilità e malessere generale. Questi sintomi perdurano in genere circa una settimana.
Anche se in questa fase l'herpes zoster oftalmico produce più spesso una eruzione cutanea classica, con rash unilaterale sulla fronte, alla palpebra superiore, e coinvolgente il naso, una minoranza di pazienti può avere solo segni oftalmici, limitati principalmente alla cornea.
Circa il 60% dei pazienti prova dolore nel dermatomero interessato prima della classica eruzione cutanea.

### Manifestazioni extra oculari dell'herpes zoster oftalmico
Nei pazienti con rash appaiono macule cutanee eritematose, che progrediscono poi in gruppi di papule e vescicole. Queste ultime evolvono poi in pustole e quindi in croste. In genere le lesioni si risolvono rapidamente nel giro di qualche settimana, ma in rari casi hanno un decorso cronico e possono persistere anche per anni.
Se queste lesioni si infettano o vengono manipolate, è possibile che si formino delle cicatrici anche profonde.

### Manifestazioni oculari dell'herpes zoster oftalmico
Le manifestazioni cutanee dell'herpes zoster oftalmico rispettano rigorosamente la linea mediana e coinvolgono uno o più rami della branca oftalmica del nervo trigemino, vale a dire i rami sopracciliari, lacrimali e nasociliari.
Dal momento che il ramo nasociliare innerva il globo oculare, il coinvolgimento oftalmico più grave si sviluppa in caso di coinvolgimento di questo ramo. L'interessamento della punta del naso (segno di Hutchinson) è stato utilizzato come segno clinico predittore del coinvolgimento oculare. Va tenuto presente che fino a 1/3 dei pazienti con segno di Hutchinson negativo sviluppano comunque manifestazioni oculari.

### Blefarite e congiuntivite
Il coinvolgimento palpebrale nell'herpes zoster oftalmico è estremamente comune.
I pazienti sviluppano blefarite e presentano spesso ptosi secondaria all'edema e al processo infiammatorio.
La maggior parte dei pazienti presenta sulle palpebre le classiche lesioni vescicolari che evolvono successivamente in cicatrici minime.
Quando vi è un interessamento congiuntivale, evenienza molto comune in corso di herpes zoster oftalmico, la congiuntiva appare iperemica ed edematosa, e spesso sono evidenti petecchie emorragiche. Comune è anche il coinvolgimento della sclera e dell'episclera. Talvolta nell'arco di 1-2 settimane si sviluppa una infezione secondaria da Stafilococco aureo che necessita di essere trattata con antibiotici ad ampio spettro per uso topico e/o sistemico.
Le infezioni secondarie possono portare a cicatrici che determinano una incompleta chiusura delle palpebre, e quindi al rischio di esposizione della cornea ed essiccazione.

### Coinvolgimento corneale
Un interessamento della cornea in corso di herpes zoster oftalmico può portare a una significativa perdita della vista.
La cornea subisce un danno diretto da replicazione virale, così come un danno da reazione antigene-anticorpo e da reazioni da ipersensibilità cellulo-mediata.
I pazienti con interessamento corneale presentano diversi gradi di diminuzione della visione, dolore e ipersensibilità alla luce. Le complicanze corneali si verificano nel 40% dei casi di herpes zoster ophthalmicus.

#### Cheratite epiteliale
Le prime lesioni corneali consistono nella cheratite puntata epiteliale.
All'esame con la lampada a fessura, la cheratite puntata appare come un insieme di lesioni multiple, focali, e spesso edematose che si colorano con la fluoresceina. Queste lesioni probabilmente contengono particelle virali e possono risolversi o evolvere in cheratite dendritica.
La cheratite puntata epiteliale può comparire già da uno a due giorni dopo l'iniziale eruzione cutanea. La cheratite dendritica invece si presenta non prima di 4-6 giorni, ma può comparire anche a molte settimane di distanza.
Le lesioni dendritiche appaiono come placche elevate e sono costituite da cellule epiteliali rigonfie. Formano delle ramificazioni che ricordano quelle delle foglie e possono avere delle estremità rastremate, contrariamente alle lesioni dendritiche da herpes simplex virus, che tendono ad avere delle estremità terminali a bulbo.
Le lesioni dendritiche si colorano bene con il rosa bengala e la fluoresceina e sono facilmente visualizzabili in corso di esame con lampada di Wood o lampada a fessura. Sia la cheratite puntata che la dendritica possono portare a infiltrati nello stroma corneale.

#### Cheratite stromale anteriore
In una percentuale variabile dal 25% al 30% dei pazienti con herpes zoster oftalmico durante la seconda settimana di malattia si possono avere i primi segni di un coinvolgimento dello stroma corneale.
La condizione, nota come cheratite stromale anteriore o cheratite nummulare, è caratterizzata da numerosi infiltrati granulari nello stroma corneale anteriore, al di sotto dello strato epiteliale. La maggior parte di questi infiltrati nummulari si localizzano direttamente al di sotto delle preesistenti aree di cheratite epiteliale puntata o dendritica. Gli infiltrati sono verosimilmente secondari a interazioni antigene-anticorpo.
La cheratite stromale anteriore può essere prolungata e ricorrente nel tempo.

#### Cheratite stromale profonda
È relativamente rara e si sviluppa a distanza di tre o quattro mesi dopo l'episodio iniziale acuto, con una ampia variabilità individuale (da un mese a molti anni dopo). In genere tende a essere centrale e preceduta da cheratite stromale anteriore. La lesione di tipo infiammatorio tende a interessare tutti i livelli dello stroma. In questa fase è possibile evidenziare edema corneale spesso associato a processi infiammatori della camera anteriore.
Se un trattamento adeguato non viene intrapreso tempestivamente un decorso cronico recidivante non è infrequente.
Nei pazienti con malattia cronica è possibile che si verifichi una neovascolarizzazione corneale.

#### Cheratopatia neurotrofica
È il risultato finale del danno dell'innervazione causato dal virus che determina una ridotta sensibilità corneale e assottigliamento corneale che può portare alla perforazione della cornea e quindi alla comparsa di un'ulcera ovoidale con ridotta secrezione lacrimale e riduzione dell'ammiccamento. Questi pazienti sono ad alto rischio di sviluppare una infezione batterica secondaria.

#### Uveite
L'uveite anteriore può essere agevolmente diagnosticata con l'esame del paziente con la lampada a fessura.
L'uveite consiste nella infiammazione del corpo ciliare e dell'iride e si verifica frequentemente in corso di herpes zoster oftalmico. Può essere una manifestazione isolata o associata a cheratite. L'infiammazione è generalmente lieve e transitoria.
L'uveite da herpes zoster oftalmico può provocare atrofia dell'iride e alterazioni con irregolarità della pupilla. Nella maggior parte dei pazienti l'uveite perdura per poche settimane ma talvolta, come per la cheratite stromale, il decorso della malattia può essere prolungato (anche per anni), in particolare se non viene prontamente istituito un trattamento adeguato. Talvolta l'uveite evolve in glaucoma e cataratta, determinando un lieve aumento della pressione intraoculare.

#### Necrosi acuta retinica e sindrome retinica esterna progressiva di necrosi
L'herpes zoster virus è considerato l'agente incriminato nella maggior parte dei casi di necrosi acuta della retina.
La sindrome retinica esterna progressiva di necrosi è una variante di retinite acuta più grave, che si sviluppa nei soggetti immunocompromessi e in particolare nei pazienti sottoposti a trapianto di midollo osseo o affetti da AIDS.
La necrosi retinica acuta si caratterizzata per chiazze di necrosi periferiche della retina che rapidamente tendono a saldarsi tra loro, vasculite occlusiva e flogosi a carico del vitreo.
Al contrario i pazienti immunocompromessi non presentano una risposta infiammatoria e in essi si assiste ben presto a un coinvolgimento della macula.
In entrambi i casi si associa frequentemente il distacco di retina.
Per quanto attiene alla capacità visiva la prognosi è estremamente negativa nei pazienti immunocompromessi, e un poco migliore in quelli con necrosi retinica acuta.

## Diagnosi
Herpes zoster (HZ) è in genere diagnosticato basandosi sulle caratteristiche del dolore riferito dal paziente e sulle tipiche eruzioni dermatomeriche.
In genere non è necessario ricorrere a esami di laboratorio.
Tuttavia, soprattutto nei pazienti immunocompromessi, la tipica eruzione cutanea può essere assente o meno caratteristica.
La diagnosi talvolta può essere complicata dal fatto che alcuni pazienti presentano solo i segni e sintomi oculari.
Nei casi in cui la diagnosi sia dubbia è possibile procedere a uno striscio di Tzanck e successiva colorazione di Wright, che permette una rapida diagnosi presuntiva di infezione da virus varicella-zoster (VZV).
Alcune cellule vengono raschiate dal fondo e dalle pareti delle lesioni cutanee e spalmate su un vetrino per microscopia. L'esame evidenzia tipiche cellule giganti multinucleate sinciziali, omogeneizzazione della cromatina nucleare, e anticorpi intranucleari acidofili con contorni sfaccettati. 
Il test non distingue tra VZV e altri virus herpes.
È possibile eseguire colture virali, ma il virus è relativamente difficile da isolare.
I saggi di immunofluorescenza diretta di un campione bioptico, relativamente rapidi ed economici, possono essere utili e più sensibili della coltura virale.
Queste ultime due tecniche permettono di distinguere le infezioni da virus herpes simplex dalle infezioni VZV.
Tecniche di reazione a catena della polimerasi (PCR) si sono rivelate utili per evidenziare il DNA virale nelle lesioni.

## Diagnosi differenziale
- Abrasioni corneali
- Ulcere corneali
- Cheratite ulcerosa
- Cherato-congiuntiviti funginee o batteriche
- Scleriti
- Irite e uveite
- Iridocicliti
- Glaucoma acuto ad angolo chiuso
- Manifestazioni oculari da HIV
- Nevralgia del trigemino

## Trattamento
Il trattamento d'emergenza dell'herpes zoster oftalmico comporta una adeguata analgesia, la cura locale delle lesioni cutanee, l'utilizzo di agenti antivirali e, se è presente un'infezione batterica secondaria, l'utilizzo di antibiotici.
In caso di compromissione del riflesso di ammiccamento e/o ptosi palpebrale, può essere indicato un agente lubrificante dell'occhio onde evitare lesioni della cornea.

### Antivirali
L'aciclovir per via orale, 800 mg 5 volte al giorno, è in grado di ridurre la durata dei segni e dei sintomi, nonché l'incidenza e la gravità delle complicanze dell'herpes zoster oftalmico. L'aciclovir può ridurre il dolore durante la fase acuta ma non sembra avere effetto sulla riduzione dell'incidenza o della gravità della nevralgia posterpetica. L'aciclovir sembra di maggior beneficio per il paziente se la terapia viene iniziata entro 72 ore dalla comparsa delle lesioni cutanee. Similmente le complicanze sono più frequenti nei pazienti in cui il trattamento è stato ritardato.
Sia il famciclovir (500 mg tid) che il valaciclovir (1 g tid) hanno dimostrato di essere efficace quanto l'aciclovir (800 mg 5 volte al giorno) nel trattamento di herpes zoster e riduzione delle complicanze. Famciclovir e valaciclovir hanno dei regimi di somministrazione più semplici rispetto all'aciclovir, la qual cosa può aumentare la compliance del paziente.
Non è mai stato chiaramente provato un vantaggio nell'iniziare una terapia a più di 72 ore dall'insorgenza dei sintomi.
La durata standard della terapia antivirale per l'herpes zoster è di 7-10 giorni. Poiché con test PCR è stato dimostrato che il DNA virale persiste nella cornea per un massimo di 30 giorni (in particolare nei soggetti anziani), questa scoperta potrebbe spingere a proseguire il trattamento antivirale più a lungo. 
Da un punto di vista teorico l'estensione del trattamento potrebbe essere particolarmente utile, in particolare per i pazienti immunocompromessi e anziani. Tuttavia non vi sono studi clinici che dimostrino una efficacia in questa popolazione di pazienti.
Le complicanze più gravi, come il coinvolgimento della retina, possono richiedere giorni di terapia per via endovenosa e mesi di terapia orale antivirale.

### Corticosteroidi
L'uso dei corticosteroidi si è dimostrato efficace nel ridurre la durata del dolore durante la fase acuta della malattia. I corticosteroidi migliorano il tasso di guarigione cutanea ma non sembrano efficaci nel diminuire l'incidenza della nevralgia posterpetica.
Gli steroidi migliorano la qualità della vita dei soggetti affetti da herpes zoster ma debbono essere riservati a quei pazienti che non presentano alcuna controindicazione.
L'uveite da herpes zoster oftalmico è trattata tipicamente con colliri costicosteroidi e con l'utilizzo di gocce oculari che determinano la dilatazione della pupilla.
Si ricorda che i colliri costicosteroidi possono esacerbare altri tipi di malattie oculari, pertanto il loro impiego deve essere approvato da un medico specialista oftalmologo.

### Trattamento delle complicanze oculari
Ogni complicanza da herpes zoster oftalmico presenta delle specifiche modalità di trattamento che debbono essere affrontate consultando lo specialista oculista.
- Blefarite e congiuntivite: il trattamento è palliativo. Si ricorre a impacchi freddi e gocce oculari lubrificanti. Pomate antibiotiche per applicazione topica possono essere utili nelle sovrainfezioni batteriche.
- Cheratite stromale: applicazione locale di pomate steroidi.
- Cheratite neurotrofica: gocce oculari lubrificanti; pomate antibiotiche da applicarsi in caso di infezioni secondarie; lenti a contatto terapeutiche per prevenire la perforazione della cornea.
- Uveite: applicazione locale di pomate steroidi; steroidi per via orale; antivirali per via orale; cicloplegici.
- Sclerite ed episclerite:  pomate steroidi o antinfiammatorie per applicazione locale.
- Necrosi acuta della retina e sindrome retinica esterna progressiva di necrosi: aciclovir per via endovenosa tid (1500 mg/m2 al giorno) per 7-10 giorni, seguito da aciclovir per via orale (800 mg 5 volte al giorno) per 14 settimane. A seguire laserterapia o intervento chirurgico.

### Trattamento chirurgico
Alcuni pazienti richiedono l'esecuzione di piccoli interventi chirurgici per correggere le cicatrici secondarie alla malattia, come una parziale sutura delle palpebre (tarsoraffia laterale e cantorrafia laterale). In altri pazienti con cicatrici corneali diffuse può rendersi necessario un intervento di cheratoplastica.

## Prevenzione
Negli USA la Food and Drug Administration ha approvato a partire dal 2006 l'utilizzo di un vaccino per la prevenzione dell'herpes zoster nei soggetti di 60 anni di età basandosi sui risultati del Shingles Prevention Study.
In questo studio più di 38 000 adulti di oltre età 60 anni d'età furono arruolati in uno studio randomizzato, in doppio cieco, controllato con placebo, per l'uso del vaccino. Il 95% dei soggetti completò lo studio e l'uso del vaccino dimostrò una riduzione dell'incidenza di herpes zoster del 61,1% e della nevralgia posterpetica del 66,5%.
L'uso del vaccino per la prevenzione dell'herpes zoster e della nevralgia posterpetica nei soggetti anziani è stato presto oggetto di studi di costo-efficacia: fin dall'inizio è apparso evidente che il rapporto costo-efficacia del vaccino varia notevolmente con l'età del paziente e che pertanto questo parametro deve essere sempre considerato nelle raccomandazioni vaccinali.
Nel marzo 2011 la Food and Drug Administration (FDA) ha abbassato l'età approvata per l'utilizzo del vaccino a 50-59 anni.
Gli studi epidemiologici avevano infatti dimostrato che negli Stati Uniti, ogni anno, l'herpes zoster colpiva circa 200 000 persone sane di età compresa tra i 50 e i 59 anni.
La nuova approvazione ha fatto seguito a un ulteriore studio multicentrico, lo ZEST, condotto negli Stati Uniti e in Europa su 22 439 persone di età compresa tra 50 e 59 anni.
I partecipanti, randomizzati in rapporto 1:1 a ricevere il vaccino o il placebo, sono stati quindi monitorati per verificare gli eventi avversi e l'efficacia del trattamento. Il vaccino si è dimostrato valido con una efficacia di prevenzione di herpes zoster del 69,8% sicuro e ben tollerato (effetti avversi nel gruppo vaccino pari al 72.8% contro il 41.5% nel gruppo di controllo: la differenza tra i due gruppi era sostanzialmente legata a reazioni nel sito di iniezione o cefalea).
Il vaccino è stato registrato anche nella Unione europea per la prevenzione dell'herpes zoster e della nevralgia post-erpetica, in adulti di età maggiore di 50 anni. Gli studi di farmacoeconomia variano notevolmente sulle previsioni di costo-efficacia ma si confermerebbe la validità del vaccino nel ridurre significativamente l'incidenza di herpes zoster e della sua gravità.

## Prognosi
L'herpes zoster oftalmico è una malattia che con facilità diviene cronica o recidivante.
La tendenza a ripresentarsi è una caratteristica tipica dell'herpes zoster oftalmico. Le ricadute si possono verificare anche a più di 10 anni dalla primitiva insorgenza.
La percentuale di pazienti affetti da herpes zoster oftalmico che sviluppano complicanze è estremamente alta: secondo alcuni le complicanze possono interessare fino al 50% dei soggetti.
I pazienti più giovani sarebbero a maggior rischio di sviluppo di cheratite pseudodendritiforme mentre i pazienti più anziani tenderebbero a presentare più problemi legati alla cheratopatia neurotrofica.